# Isländische Eishockeyliga 2005/06
Die Saison 2005/06 war die 15. Spielzeit der isländischen Eishockeyliga, der höchsten isländischen Eishockeyspielklasse. Meister wurde zum insgesamt dritten Mal in der Vereinsgeschichte Skautafélag Reykjavíkur.

## Modus
In der Hauptrunde absolvierten die vier Mannschaften jeweils 18 Spiele. Die beiden bestplatzierten Mannschaften qualifizierten sich für das Meisterschaftsfinale. Für einen Sieg nach regulärer Spielzeit erhielt jede Mannschaft drei Punkte, für einen Sieg nach Overtime zwei Punkte, bei einer Niederlage nach Overtime gab es einen Punkt und bei einer Niederlage nach regulärer Spielzeit null Punkte.

## Hauptrunde

### Tabelle
|    | Klub                         | Sp | S  | OTS | OTN | N  | Tore    | Punkte |
| -- | ---------------------------- | -- | -- | --- | --- | -- | ------- | ------ |
| 1. | Skautafélag Reykjavíkur      | 17 | 17 | 0   | 0   | 0  | 154:039 | 51     |
| 2. | Skautafélag Akureyrar        | 18 | 9  | 1   | 0   | 8  | 093:092 | 29     |
| 3. | Ísknattleiksfélagið Björninn | 18 | 7  | 0   | 0   | 11 | 086:111 | 21     |
| 4. | Narfi frá Hrísey             | 17 | 1  | 0   | 1   | 15 | 038:129 | 4      |

Sp = Spiele, S = Siege, U = unentschieden, N = Niederlagen, OTS = Overtime-Siege, OTN = Overtime-Niederlage, SOS = Penalty-Siege, SON = Penalty-Niederlage

## Zweite Saisonphase

### Spiel um Platz 3
- Ísknattleiksfélagið Björninn – Narfi frá Hrísey 2:0 (7:1, 6:2)

### Finale
- Skautafélag Reykjavíkur – Skautafélag Akureyrar 3:0 (8:1, 7:4, 10:4)